# Friedrichstrasse

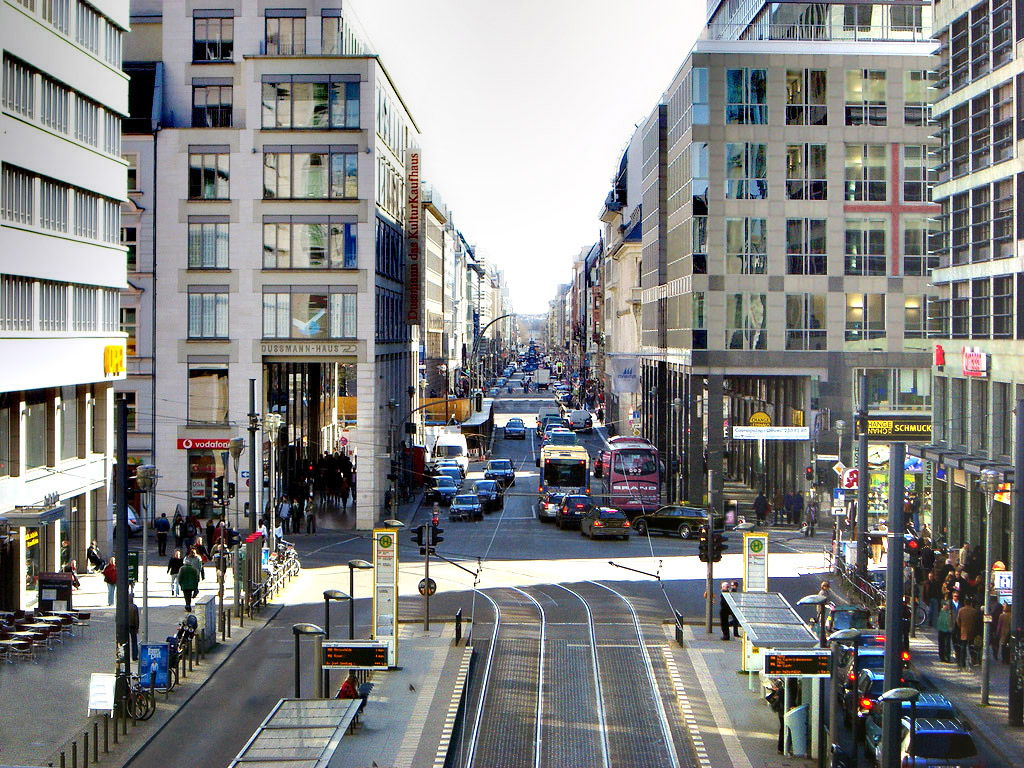
Phố Friedrich

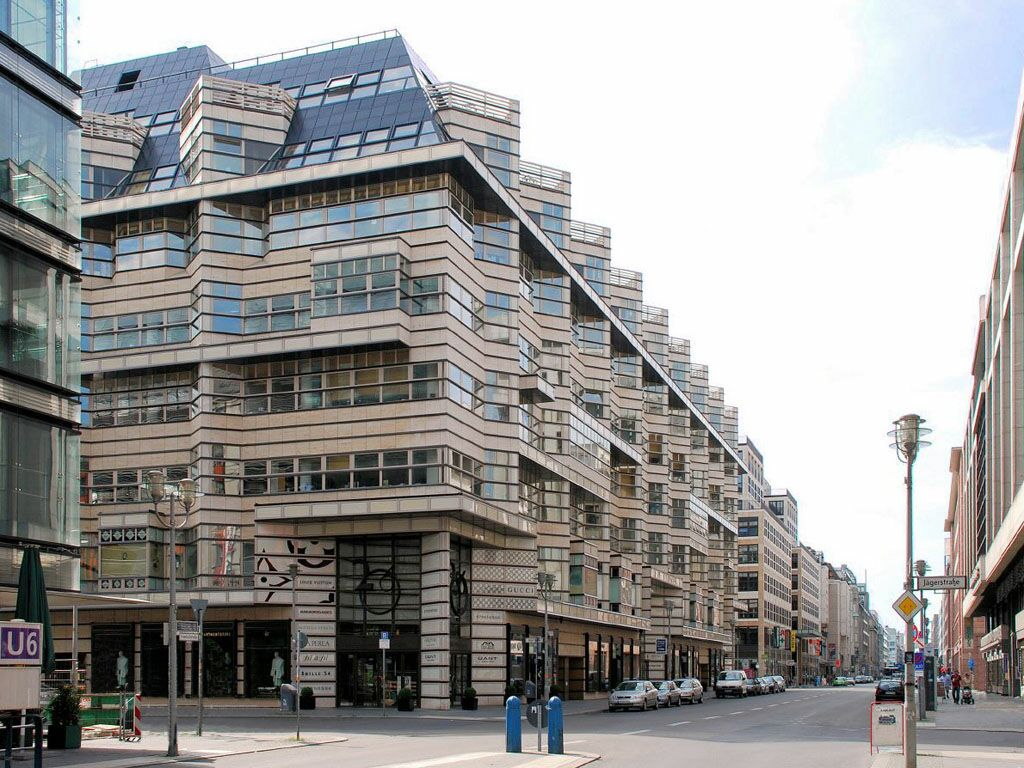
Phố Friedrich vào năm 2007

Friedrichstrasse hay Friedrich (phát âm tiếng Đức: [ˈfʁiːdʁɪçˌʃtʁaːsə] - Friedrichstraße) 
là một con phố và con đường lớn nhất nổi tiếng ở trung tâm thủ đô Berlin của nước Đức. Con đường tạo thành cốt lõi trung tâm của huyện Friedrichstadt gần trạm Berlin. Con đường được đặt theo tên của Friedrich I, ông cai trị từ năm 1701 đến năm 1713 với tên "Vua Friedrich ở nước Phổ".
Con đường chạy từ phần phía bắc của quận Mitte cũ (phía bắc mà nó được gọi là Chausseestraße) đến Hallesches Tor ở quận Kreuzberg. Là Khu vực trung tâm thành phố, Friedrich được biết đến với thị trường bất động sản sang trọng, mua sắm và khuôn viên của Trường Quản trị Hertie.
Trong thời kỳ Chiến tranh Lạnh, con đường bị chia cắt bởi Bức tường Berlin và là vị trí quan trọng của Trạm kiểm soát Charlie.

## Lịch sử

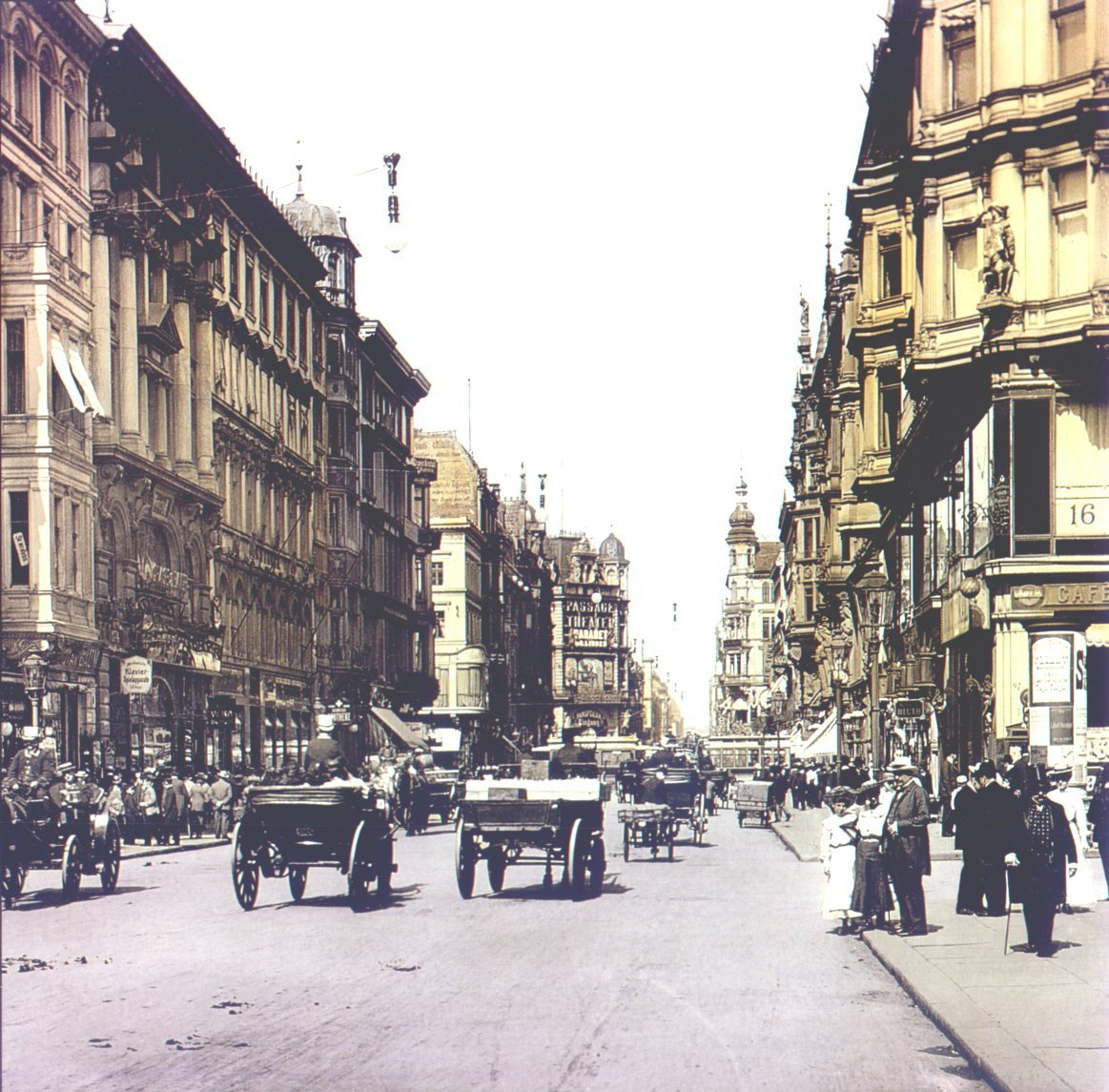
Phố Friedrich vào những năm 1900

Con phố này được mở đường vào đầu thế kỷ 18 với tư cách là trung tâm chính của quận Friedrichstadt. Phố Friedrich nằm vuông góc với khu vực Unter den Linden và Leipziger Straße.
Vào thế kỷ 19, con đường trở thành một trong những tuyến đường thương mại chính sầm uất nhất trong thành phố Berlin.
Cuộc ném bom Berlin của quân đồng minh đã phá hủy hầu hết các tòa nhà. Năm 1961, con phố được chia đôi do việc xây dựng Bức tường Berlin. Đây cũng là vị trí của trạm kiểm soát Charlie qua biên giới.
Trong khi phía nam của con đường, thuộc quận Kreuzberg ở Tây Berlin được xây dựng lại nhanh chóng nhưng gây bất bình vì chỉ có những tòa nhà bê tông bình dân được xây dựng. Ở phía Đông Berlin, khu vực phía bắc của Friedrichstraße nằm ở quận Mitte. Với sự thống nhất của nước Đức, con đường được nối lại. Phố Friedrich được sửa chữa lại vào những năm 1990, cuối cùng hoàn thành việc xây dựng lại phần trung tâm của đường phố với các tòa nhà thương mại lớn, chẳng hạn như chi nhánh cửa hàng bách hóa Galeries Lafayette ở Berlin.
Vào đầu năm 2020, một phần của đường Friedrich đã bị đóng cửa cho giao thông cơ giới trong thời gian thử nghiệm kéo dài 5 tháng với mục đích phục hồi không gian đô thị.